# Governadores abássidas de Tarso

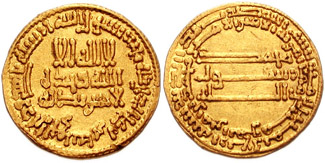
Dirrã do califa Harune Arraxide r.

Zona fronteiriça árabe-bizantina

Tarso é uma cidade na Cilícia, uma região do sudeste da Ásia Menor (moderna Turquia). A cidade manteve-se sob controle romano desde 67 a.C., e então passou para o Império Bizantino até meados do século VII, quando após a conquista muçulmana do Levante, a cidade foi disputada com o nascente Califado Árabe. Durante os conflitos entre bizantinos e o Califado Omíada, a cidade localizou-se na disputada terra de ninguém entre os dois impérios e mudou de mãos frequentemente, tornando-se deserta e arruinada no processo. Em 778/779, o Califado Abássida organizou a primeira tentativa de restaurar a cidade como base de operações contra o Império Bizantino, mas o trabalho não foi aparentemente concluído. Não foi até 787/788, que a cidade seria reconstruíra e repovoada por Faraje ibne Sulaim sob ordens do califa Harune Arraxide (r. 786–809). 3 000 corassanos e 2 000 sírios (1 000 de Antioquia e 1 000 e Mopsuéstia) receberam cadas e terras na nova cidade-fortaleza.
Tarso foi aparentemente recuperada pelos bizantinos logo depois, em algum momento em torno do fim do século. A cidade provavelmente permaneceu em mãos bizantinas durante a guerra civil abássida Quarta Fitna, mas retornaria ao controle muçulmanos por 830, quando o califa Almamune (r. 813–833) recomendou campanhas ofensivas contra o Império Bizantino. Os governadores de Tarso frequentemente também exerciam o governo de todas as marcas sírias (Tugur Axamia), e seu principal dever era organizar os raides anuais contra os bizantinos.
A cidade permaneceu sob controla abássida direto até 878/9, quando o controle sobre ela e as marcas com o império passaram ao governante autônomo do Egito, Amade ibne Tulune (r. 868–905). O governador Iazamane Alcadim retornou-a à fidelidade direta à Bagdá de 882 em diante, mas foi forçado a reconhecer a suserania tulúnida novamente em 890. A possessão tulúnida do tugur durou até a morte do herdeiro de ibne Tulune, Cumarauai, em 896, após a qual o califa Almutadide (r. 892–902) restabeleceu controle direto sobre as regiões fronteiriças. Em 946/947, Tarso reconheceu a suserania do emir hamadânida Ceife Adaulá de Alepo (r. 945–967), que tornou-se o nome mestre do norte da Síria e dos territórios fronteiriços bizantinos. Enfrentando o ressurgimento do Império Bizantino, ele foi capaz de conter a maré por um tempo, mas em 965, o imperador bizantino Nicéforo II Focas (r. 693–969) capturou a cidade, terminando o domínio muçulmano ali.

## Lista de governantes
| Nome                           | Mandato                           | Notas | Ref.          |
| ------------------------------ | --------------------------------- | --- | ------------- |
| Iázide ibne Machlad Alfazar    | 788                               | Expulso pela guarnição do Coração, devido seu orgulho excessivo em pertencer à família pró-omíada de Omar ibne Hubaira | [ 6 ] [ 11 ]  |
| Abu'l-Fawaris                  | 789/90 – ?                        | Apenas a data de sua nomeação é conhecida. | [ 11 ] [ 12 ] |
| Tabite ibne Nácer              | ca. 807/8                         | Intitulado "emir das marcas sírias". | [ 12 ]        |
| Amade ibne Saíde               | 845                               | Liderou uma troca de prisioneiros com os bizantinos em setembro/outubro, deposto após um fracassado raide de inverno ao território bizantino.                                                                                             | [ 12 ]        |
| Nácer ibne Hâmeza              | 18 de jan. de 846 – ?             | Apenas a data de sua nomeação é conhecida. | [ 12 ]        |
| Ali ibne Iáia, o Armênio       | Por 852/3 – out./nov. 862         | Uma figura proeminente nas guerras contra o Império Bizantino, liderou vários raides de verão e supervisionou duas trocas de prisioneiros, em 856 e abril de 860.                                                                         | [ 12 ]        |
| Maomé ibne Harune              | 871/2 (?)                         | Nomeado ao posto, mas morto antes de alcançar Tarso | [ 12 ]        |
| Maomé ibne Ali Alarmani        | 872 – 873/4                       | Morto pelos bizantinos. | [ 12 ]        |
| Urcuz ibne Ulugue Tarcã        | 873/4 – ca. 876                   | Deposto por desviar os salários da guarnição de Lulo, levando a sua rendição aos bizantinos. | [ 12 ] [ 13 ] |
| Abedalá ibne Raxide ibne Cavus | 877/8                             | Derrotado e capturado em batalha pelo bizantinos. | [ 12 ] [ 14 ] |
| Takhshi                        | 878                               | Nomeado por Amade após sua partida de Tarso em 878. | [ 12 ]        |
| Sima                           | ca. 879/80                        | Nomeado por Amade. | [ 12 ]        |
| Calafe de Fergana              | Por 881 – 882                     | Nomeado por Amade. Deposto pela facção pró-abássida sob Iazamane. | [ 12 ]        |
| Iazamane Alcadim               | 882 – 23 de out. de 891           | Líder da facção pró-abássida, liderou várias expedições contra os bizantinos. Em outubro de 890, reconheceu a suserania tulúnida. Morreu de suas feridas adquiridas em uma campanha contra o Império Bizantino.                           | [ 15 ]        |
| Amade ibne Tugane Alujaifi     | Out. de 891 – verão de 892        | Sucedeu Iazamane e inicialmente foi confirmado por Cumarauai, mas logo foi substituído pelo primo de Cumarauai | [ 16 ]        |
| Maomé ibne Muça ibne Tulune    | Verão de 892                      | Membro da família tulúnida, nomeado por Cumarauai, deposto e capturado pela população em agosto de 892. | [ 16 ]        |
| Amade ibne Tugane Alujaifi     | Nov. de 892 – out. de 896         | Restaurado ao governo por Cumarauai. Supervisionou a troca de prisioneiros de outubro de 896, e então partiu de Tarso pelo mar. | [ 16 ] [ 17 ] |
| Damião de Tarso                | Out. de 896 – mar./abr. de 897    | Renegado bizantino, foi deixado à cargo de Tarso por Alujaifi. Deposto e preso por uma rebelião pró-abássida. | [ 16 ]        |
| Ibne Iquíxida                  | Abr. de 898 – começo de 900       | Nomeado pelo califa Almutadide. Morto em uma expedição contra os bizantinos. | [ 18 ] [ 19 ] |
| Abu Tabite                     | 900                               | Sub-governador de ibne Iquíxida, sucedeu-o após sua morte, mas foi capturado pelos bizantinos em março de 900. | [ 18 ] [ 20 ] |
| Ali ibne Alárabe               | Aprox. 900                        | Eleito pelos mais velhos de Tarso para suceder Abu Tabite. | [ 18 ]        |
| Nizar ibne Maomé               | ca. 900/1                         | Nomeado pelo governador das marcas, Haçane ibne Ali Cura. | [ 18 ]        |
| Muzafar ibne Haje              | ca. 902/3                         | Deposto. | [ 18 ]        |
| Abul Açair Amade ibne Nácer    | 22 Mar. 903 – 905                 | Sucessor de Muzafar ibn Haje. | [ 18 ]        |
| Rustum ibne Bardu              | 20 de ago. de 905 – 912/3         | Liderou vários raides contra o Império Bizantino e supervisionou as trocas de prisioneiros de setembro de 905 e 908. Ele também ajudou o rebelde Andrônico Ducas a fugir para território árabe.                                           | [ 18 ] [ 21 ] |
| Bixer Alafexini                | 912/3 – após 918                  | Liderou vários raides contra o Império Bizantino e supervisionou a troca de prisioneiros do outono de 917. | [ 18 ] [ 22 ] |
| Tamal Aldulafi                 | Por 923 – ca. 932                 | Um comandante naval bem-sucedido, liderou vários raides contra o Império Bizantino, e até mesmo saqueou Amório e fez contato com Simeão I da Bulgária por uma frente comum. Ele supervisionou uma troca de prisioneiros no outono de 925. | [ 18 ] [ 23 ] |
| Baxir Atamali                  | ca. 938                           | Antigo tenente de Tamal Aldulafi, supervisionou a troca de prisioneiros do outono de 938. | [ 24 ]        |
| Nácer Atamali                  | ca. 946                           | Antigo tenente de Tamal Aldulafi, supervisionou a troca de prisioneiros de setembro de 946. Logo depois, as marcas sírias reconheceram a suserania de Ceife Adaulá.                                                                       | [ 24 ]        |
| Ibne Azaiate                   | Por 956/7 – 961/2                 | Nomeado por Ceife Adaulá. No final de 961, reconheceu mais uma vez diretamente o califa abássida, mas foi derrotado pelos bizantinos e cometeu suicídio. Tarso voltou a ser fiel a Ceife Adaulá.                                          | [ 25 ]        |
| Raxique de Nacim               | Começo de 962 – 16 de ago. de 965 | Sucedeu ibne Azaiate. Governador de Tarso até a rendição da cidade para Nicéforo Focas em 16 de agosto de 965. | [ 26 ]        |